# Sergey Lebedev
Sergey Alexeyevich Lebedev (em russo:  Серге́й Алексе́евич Ле́бедев; Nijni Novgorod, 2 de novembro de 1902 – Moscou, 3 de julho de 1974) foi um engenheiro eletricista e cientista da computação soviético, projetista dos primeiros computadores soviéticos.

## Formação e carreira
Lebedev graduou-se na Universidade Técnica Estatal Bauman de Moscou em 1928. Trabalhou depois até 1946 no All-Union Electrotechnical Institute em Moscou e Kiev. Em 1939 obteve o grau de Doktor nauk.
Durante a Segunda Guerra Mundial Lebedev trabalhou na área de automação do controle de sistemas complexos. Seu grupo projetou um sistema de estabilização de mira para tanques de guerra e um sistema de orientação automática para mísseis aéreos. Para executar estas tarefas Lebedev desenvolveu um sistema de computador analógico para resolver equações diferenciais ordinárias.
De 1946 a 1951 chefiou o Instituto Eletrotécnico de Kiev da Academia Nacional de Ciências da Ucrânia, trabalhando para aprimorar a estabilidade de sistemas elétricos. Por esse trabalho recebeu o Prêmio Stalin em 1950.
Em 1948 Lebedev descobriu em revistas estrangeiras que cientistas nos países ocidentais estavam trabalhando no projeto de computadores eletrônicos, embora os detalhes fossem secretos. No outono do mesmo ano ele decidiu concentrar o trabalho de seu laboratório no projeto de computadores. O primeiro computador de Lebedev, o MESM, foi totalmente concluído no final de 1951. Em abril de 1953 a comissão estadual aceitou o BESM-1 como operacional, mas ele não entrou em produção em série devido à oposição do Ministério da Construção de Máquinas e Instrumentos, que havia desenvolvido sua própria máquina mais fraca e menos confiável.
Lebedev começou então o desenvolvimento de um computador novo e mais poderoso, o M-20, o número indicando sua velocidade de processamento esperada de vinte mil operações por segundo. Em 1958 a máquina foi aceita como operacional e colocada em produção em série. Simultaneamente, o BESM-2, um desenvolvimento do BESM-1, entrou em produção em série. Embora o BESM-2 fosse mais lento que o M-20, era mais confiável. Foi usado para calcular as órbitas dos satélites e a trajetória do primeiro foguete a alcançar a superfície da Lua. Lebedev e sua equipe desenvolveram vários outros computadores, principalmente o BESM-6, que esteve em produção durante 17 anos.
Em 1952 Lebedev tornou-se professor no Instituto de Física e Tecnologia de Moscou. De 1953 até sua morte foi diretor do que hoje é chamado Instituto Lebedev de Mecânica de Precisão e Engenharia Computacional.
Lebedev morreu em Moscou e foi sepultado no Cemitério Novodevichy.
Em 1996 a IEEE Computer Society reconheceu Sergey Lebedev com um Prêmio Pioneiro da Computação por seu trabalho na área de projeto de computadores e por ter fundado a indústria soviética de computadores.

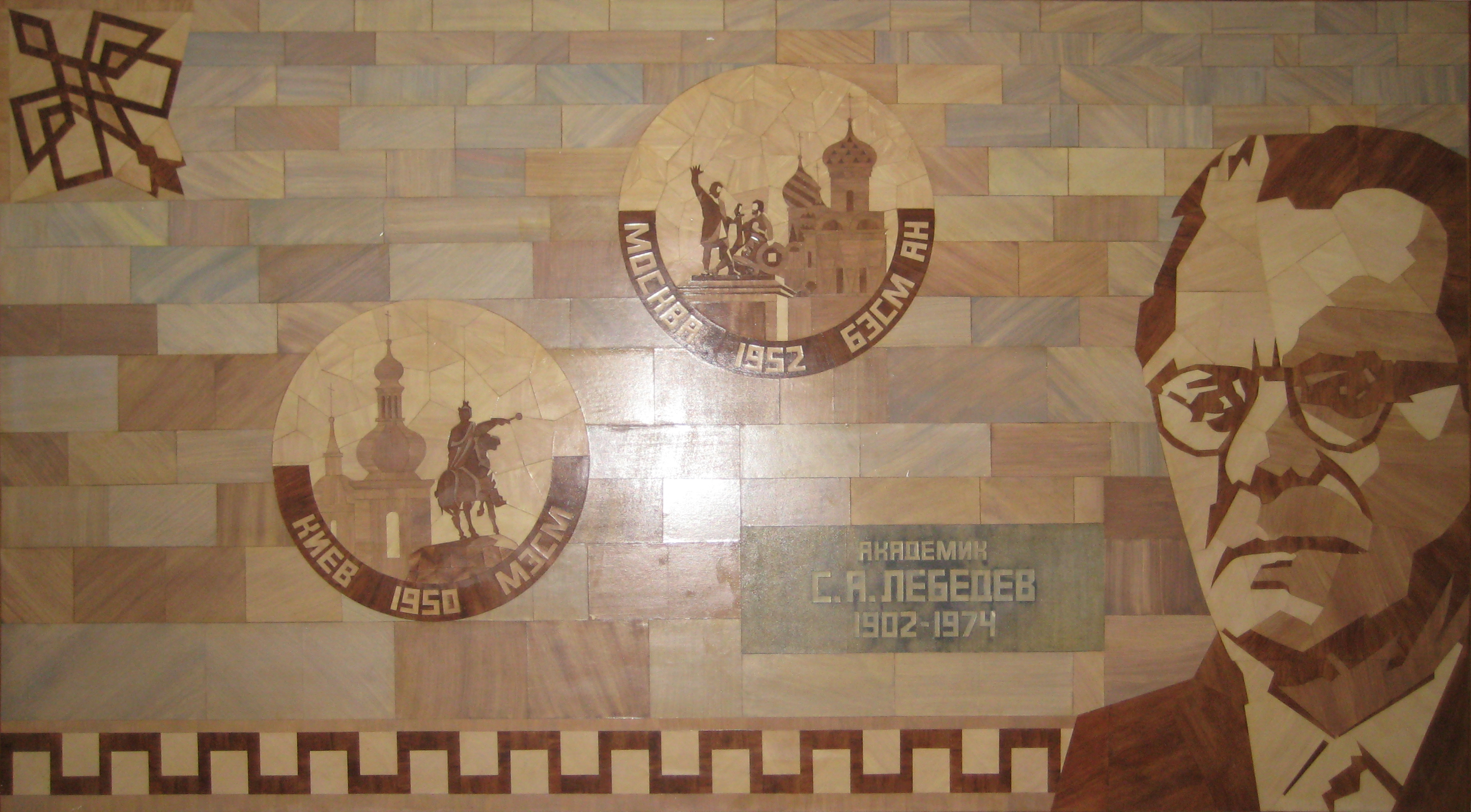
Mosaico com a imagem de S.A. Lebedev no Instituto Lebedev de Mecânica de Precisão e Engenharia de Computadores